# John Hughes
John Hughes (18. února 1950, Lansing, Michigan - 6. srpna 2009, New York City, New York) byl americký filmový režisér, scenárista, producent a herec.
Hughes se proslavil zejména jako režisér komedií jako Snídaňový klub, Strýček Buck nebo Sixteen Candles. Byl scenáristou a producentem rodinné komedie Sám doma, jehož dětskou hvězdou byl Macaulay Culkin. Pod pseudonymem Edmon Dantes napsat také scénář k filmu 101 dalmatinů. Jako herec se uplatnil např. ve filmech Broken Vessels či Volný den Ferrise Buellera.